# Александър Сиди
Александър Маиров Сиди е български политик от еврейски произход, съпредседател на политическа партия ВМРО – Българско национално движение. Народен представител е от ВМРО в парламентарната група на „Обединени патриоти“ в XLIV народно събрание.Адвокат Маир Исак Сиди е негов баща.

## Биография
Александър Маиров Сиди е роден на 13 октомври 1981 година в град Стара Загора. По бащина линия е от еврейски произход. Завършил е право във Великотърновския университет „Св. св. Кирил и Методий“. Възпитаник на Българското училище за политика „Димитър Паница“. Женен е, с две деца.
Александър Сиди е организатор на ВМРО за Пловдив град и областта в продължение на години. След конгреса на ВМРО от 2019 година е и член на националното ръководство на партията, а на конгреса 2022 година е избран за съпредседател на ВМРО, заедно с Ангел Джамбазки и Искрен Веселинов.
Сиди е избран за народен представител от 16 МИР - Пловдив град. Заместник-председател на комисията по вътрешен ред, сигурност и обществен ред. Член е на комисията по труда, социалната и демографската политика. А в периода 2017-2019 година е заместник-председател на комисията по взаимодействието с неправителствените организации и жалбите на гражданите. Член е и на Делегацията в интерпарламентарния съюз.